# Monika Rekowska
Monika Izabela Rekowska (Rekowska-Ruszkowska, ur. 1967) – polska historyczka i archeolożka, dr hab. nauk humanistycznych, profesor uczelni Wydziału Archeologii Uniwersytetu Warszawskiego.

## Życiorys
W 1993 ukończyła studia archeologiczne na Uniwersytecie Warszawskim. 19 kwietnia 2000 obroniła napisaną pod kierunkiem Tomasza Mikockiego pracę doktorską Starożytność Galii i Germanii w perspektywie polskich podróżników (XVII–XIX w.). 26 marca 2014 habilitowała się na podstawie pracy zatytułowanej W poszukiwaniu antycznej Cyrenajki… 200 lat badań na tle rozwoju zainteresowań archeologią w Europie (1706–1911).
Jest zatrudniona na stanowisku profesora uczelni na Wydziale Archeologii Uniwersytetu Warszawskiego. Członkini Komisji Archeologii Krajów Śródziemnomorskich Polskiej Akademii Umiejętności.